# Nu assis (Matisse)
Pour les articles homonymes, voir Nu assis.
Le Nu assis dont le nom attribué est peut-être Nu rose est un tableau d'Henri Matisse.
Cette huile sur toile de  33,5 × 41 cm  est exposée au musée de Grenoble.

## Histoire
Le tableau intègre les collections publiques en 1923 avec le legs Agutte-Sembat. Le conservateur du musée de Grenoble est Andry-Farcy de 1919 à 1949, qui développe les collections d'art moderne du musée.